# Coelogypona venosana
Coelogypona venosana är en insektsart som beskrevs av Delong och Freytag 1966. Coelogypona venosana ingår i släktet Coelogypona och familjen dvärgstritar. Inga underarter finns listade i Catalogue of Life.